# جول قبيرة (عمد)

تعديل مصدري - تعديل

جول قبيرة هي إحدى قرى  بمديرية عمد التابعة لمحافظة حضرموت، بلغ تعداد سكانها 64 نسمة حسب تعداد اليمن لعام 2004.